# 呪い
呪い（のろい、詛い、まじない）は、人または霊が、物理的手段によらず精神的あるいは霊的な手段で、悪意をもって他の人や社会全般に対し災厄や不幸をもたらさしめんとする行為をいう。まじないとも読む。
特に人が人を呪い殺すために行うものは、古来日本では呪詛（じゅそ、ずそ、しゅそ）、あるいは対象を「悪」と見做して滅するという建前の上で調伏（ちょうぶく、じょうぶく）と言われることもあった。

## 概要
「呪う」という言葉は「祝詞（のりと）」と語源的には同じで、「宣（の）る」に反復・継続の助動詞「ふ」が接続したものであり、古代の言霊信仰に由来するものと思われる。
日本では既に死んだ人・動物や神霊がなす呪いを特に「祟り」と呼び分けることが多い。呪術（まじない）とも関係が深いが、呪術という言葉は意図および結果の善悪にかかわらず用いられるのに対し、呪いという言葉はもっぱら悪い意味で用いられる。
呪いは生きた人間による場合には、呪文、祈祷、その他の言語的、呪術的または宗教的な行為によって行われるとされることが多い。具体的には宗教・文化的背景によって様々な違いがあり、神・悪魔その他の強力な霊の力を借りてなされると考えられたり、あるいは自己の霊能力によると考えられたりする。日本では、丑の刻参りが呪術的な行為によるものの代表的なものである。
また神話・伝説・物語などにおいては、登場人物（特に王子・王女など）が魔法使いなどによって呪いをかけられ、動物に変身したり（白鳥の湖）、眠りに落ちたり（眠れる森の美女）する例が多く見られる。
俗に、単なるジンクスを何かによる呪いと考えて、「〇〇の呪い」と呼ぶこともある（都市伝説の呪い）。

## 日本における呪詛と法律・国家
現代日本の法体系は超常現象を前提としていないため、呪詛それ自体は不能犯であり、処罰できない。ただし、上記の丑の刻参りにも使われてきた藁人形を見せつけるなどして、相手に呪っていることを知らせて、脅迫罪やストーカー行為等の規制等に関する法律違反の容疑で摘発された事例がある。呪詛の効果を肯定する立場では逆に、「他人に知られると効果がない」と信じられてきた。
古代では、呪詛に該当する「蠱毒厭魅」「巫蟲」は、『養老律令』賊盗律などに処罰対象と規定された禁止・違法行為であった。井上内親王（光仁天皇の皇后）のように、他人や国家を呪ったとして罰せられたり、失脚させられたりした貴人や僧侶、呪術者もいる。一方で朝廷は、承平天慶の乱、元寇といった反乱や侵略に対しては、鎮定のための調伏を有力社寺に命じている。

## よく知られた例
多くの人に呪いとして理解されていたり語られたりしている例をいくつか挙げる。史実ではないと思われる神話や伝説、物語、都市伝説等における呪いを含む。
そうした伝承や古典文学を含めて、呪いは現代に至るまで、怪談や怪奇・ホラー系創作のテーマや、超常現象に見せかけたミステリのトリックの材料などとして、繰り返し登場し続けている。
- 陰陽師
- 円卓の騎士（13番目の席）
- 眠れる森の美女（魔女の呪い）
- 白鳥の湖
- ブックカース
- テカムセの呪い
- 第九の呪い
- 王家の呪い
- ホープダイヤモンドの呪い
- ゲッシュ
- 丑の刻参り

その他 1900年代頃からのもの
- スーパーマンの呪い

近代のスポーツにまつわるジンクス
- バンビーノの呪い
- 弁当の呪い
- アルカンシエルの呪い
- 前田の呪い
- 弓取力士の呪い
- オリンピック主将の呪い

「呪い」の文字を含む学術用語
- 勝者の呪い
- 知識の呪い

呪いに関することわざ
- 人を呪わば穴二つ

なかば揶揄めいて呪いとされるフレーズ
- ベストマザー賞の呪い
- 私の履歴書#私の履歴書の呪い
- 島耕作の呪い（作中に登場するとその商品や会社、国までもが突然失速する）
- スケバン刑事女優の呪い
- リング女優の呪い
- ソリオの呪い

実際に呪いの言葉を発したケース
- ビリー・ゴートの呪い

## 呪い返し
日本では、古来から「呪い」に対処する「呪い返し」の手法が多数編み出されてきた。魔除け、縁起担ぎ、厄除け、などの様々な手法がある。さらに、下記の処方もある。
- 盛り塩 - 玄関先や門前、もしくは家の中に、塩を円錐形に固めて皿の上に置く。
- いぶき - さぎり、人間の「息」「呼気」を吹きかけ、その対象物などを浄化する。
- 陰陽師 - 古代日本の律令制下において中務省の陰陽寮に属した官職の1つであったが、中・近世において民間で私的祈祷や占術、呪い返しを行う者[5]。